# Antica spezieria di San Giovanni
L'Antica spezieria di San Giovanni è un'ex farmacia storica, adibita a museo, situata in borgo Pipa 1/a a Parma, all'interno dell'abbazia di San Giovanni Evangelista.
Dal 1º giugno 2024 il museo afferisce al Complesso monumentale della Pilotta; interamente restaurato, riapre al pubblico nello stesso anno.

## Storia

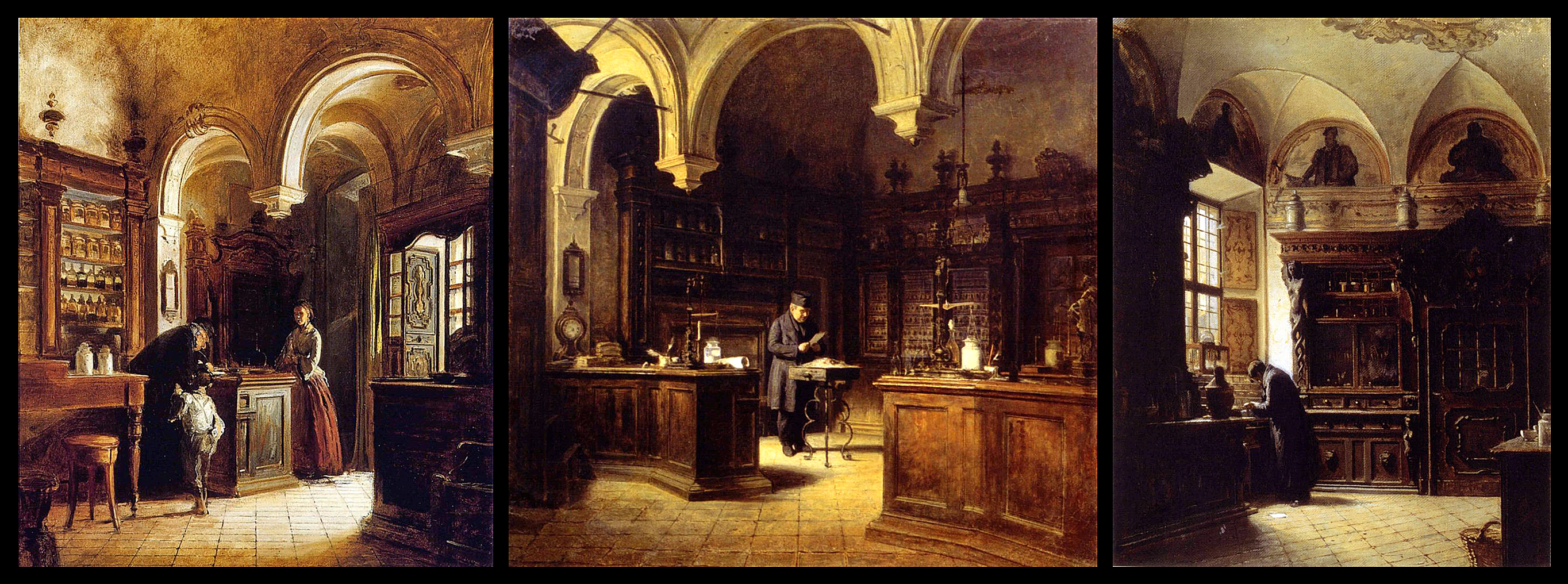
L'ingresso e gli interni dell'Antica Spezieria in tre dipinti di Luigi Marchesi (1857 circa)

L'abbazia di San Giovanni fu fondata nel 980 sul luogo di un precedente oratorio intitolato a san Colombano. Al suo interno i monaci benedettini crearono, forse in origine a loro uso esclusivo, una spezieria, della cui esistenza certa si hanno notizie solo a partire dal 1201, benché sia probabile una sua fondazione più antica.
Verso la fine del XV secolo la farmacia fu riorganizzata dai frati, che la dotarono anche di un nuovo arredo, in parte ancora esistente. Tuttavia, nel 1766 le leggi promulgate dal primo ministro ducale Guillaume du Tillot costrinsero i monaci a laicizzare la spezieria, che ristrutturarono secondo le nuove disposizioni: murarono la porta di comunicazione col convento, lasciando solo una piccola finestra per il passaggio dei farmaci destinati ai frati, e aprirono un nuovo ingresso per il pubblico verso l'esterno, sul lato occidentale del monastero; inoltre, assegnarono a uno speziale esterno la gestione dei locali, che fu tramandata all'interno della famiglia Gardoni fino al 1881.
Nel 1896 gli ambienti furono acquistati dal Demanio, che li mantenne chiusi fino al 1951, quando ne decise la riapertura quale museo, con l'esposizione in quattro sale delle antiche collezioni di oggetti destinati all'attività speziale, tra cui 250 vasi e attrezzi in vetro, alcuni mortai e numerosi volumi di botanica.
Nel 1968 la spezieria passò in gestione alla Soprintendenza ai Beni Artistici e Storici. Dal dicembre 2014 il Ministero per i beni e le attività culturali gestì la spezieria per dieci anni tramite il Polo museale dell'Emilia-Romagna, divenuto nel dicembre 2019 Direzione regionale Musei. Nel frattempo gli ambienti furono chiusi per un complesso restauro, che interessò oltre alle quattro sale altri quattro ambienti adiacenti, riportando il complesso alla sua originaria conformazione e consentendo anche il ripristino della porta di comunicazione col convento; il 1º giugno 2024 il museo fu aggregato al Complesso monumentale della Pilotta, mentre i lavori proseguirono fino alla riapertura del museo, avvenuta nello stesso anno.

## Percorso espositivo
Il percorso museale si snoda in otto ambienti in stile manierista: la sala del Pozzo, la sala del Fuoco, la sala dei Dottori dell'Antichità o dei Mortai, la sala dei Dottori Parmigiani o delle Arpie, la sala della Storia, la sala della Regola, il corridoio di ingresso o del Monaco e la sala dei Veleni o del Libro; le sale conservano gli antichi arredi cinquecenteschi e seicenteschi.

### Sala del Pozzo

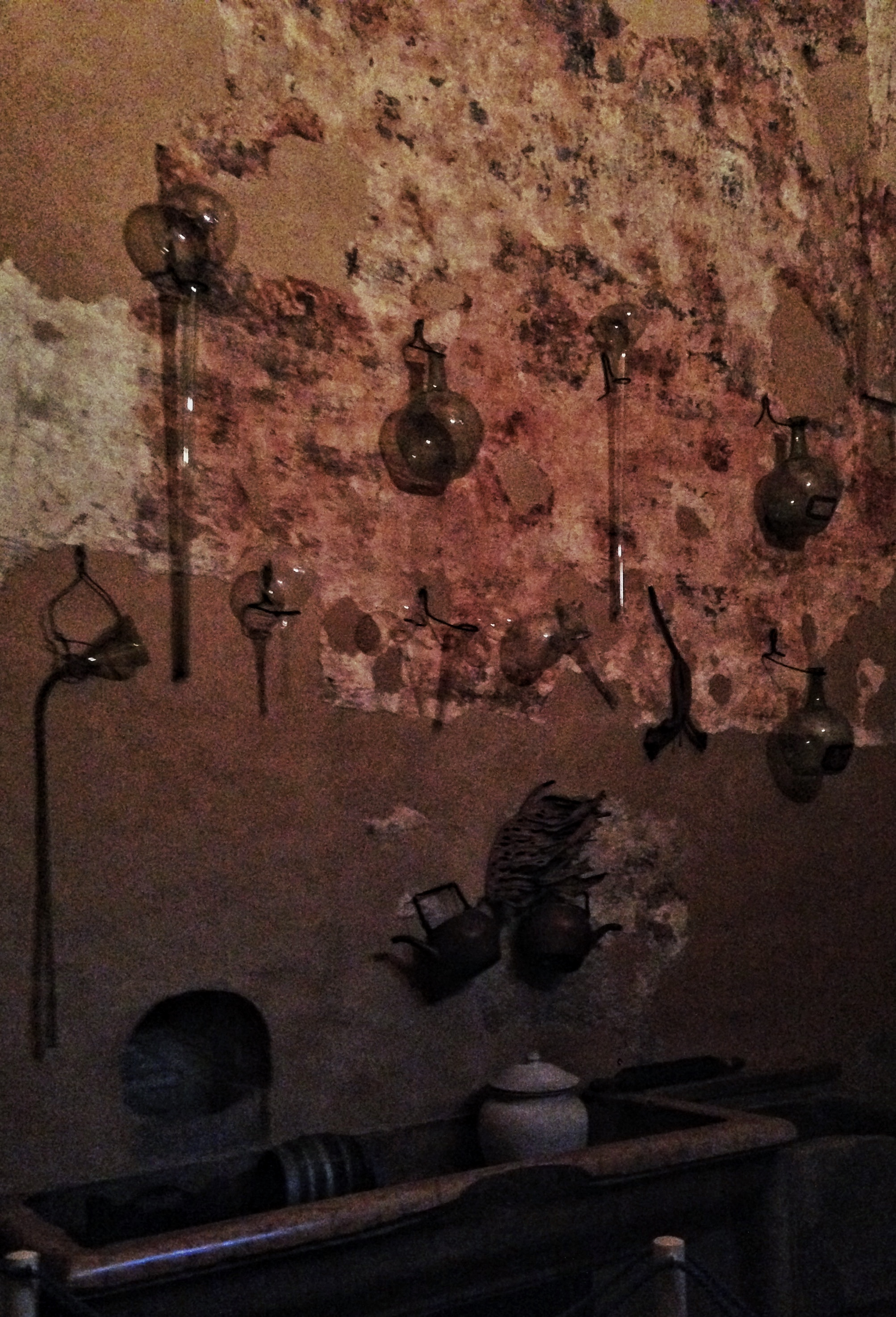
Sala del Pozzo

L'ambiente, in origine utilizzato come laboratorio della spezieria, conserva un pozzo e una serie di antichi strumenti utilizzati per la preparazione dei medicamenti.
La piccola sala, interamente restaurata nel 1996, ospita ancora i lavabi cinquecenteschi in marmo rosso di Verona, mentre sulle pareti, ricoperte da scritte ottocentesche, sono esposti numerosi alambicchi in vetro risalenti prevalentemente al XVIII secolo.
Una porta laterale dà accesso alla cantina, anticamente utilizzata per la conservazione delle spezie e delle erbe medicinali.

### Sala del Fuoco

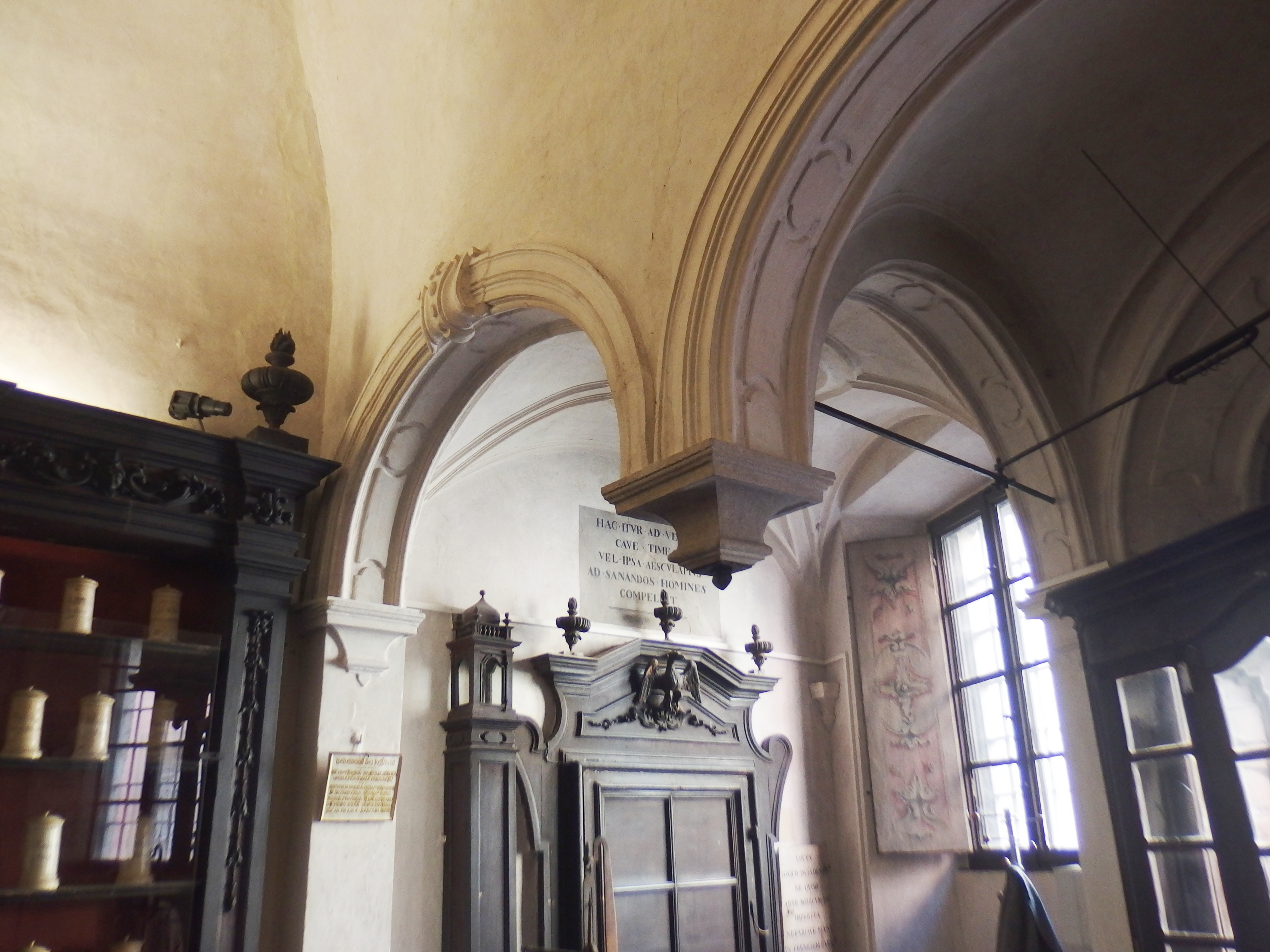
Ingresso della sala del Fuoco

L'ambiente, aperto direttamente verso l'esterno attraverso una bussola in legno, conserva un antico camino murato.
La stanza si sviluppa su una pianta trapezoidale, ma tale irregolarità non è percepibile visivamente grazie all'arredamento ligneo e alle decorazioni del soffitto. La volta di copertura è ornata con stucchi barocchi e con un affresco cinquecentesco centrale, raffigurante l'Assunzione della Vergine, attribuito al pittore Innocenzo Martini.
La sala conserva i banconi in legno originariamente destinati alla vendita al pubblico, riallestiti nel 1766 in seguito della secolarizzazione della spezieria; vi trovano collocazione le bilance ottocentesche a due bracci e i relativi pesi con le antiche unità di misura.
Gli armadi e le vetrine perimetrali espongono i seicenteschi vasi in maiolica dipinta con l'effigie dell'aquila di san Giovanni Evangelista.

### Sala dei Dottori dell'Antichità o dei Mortai

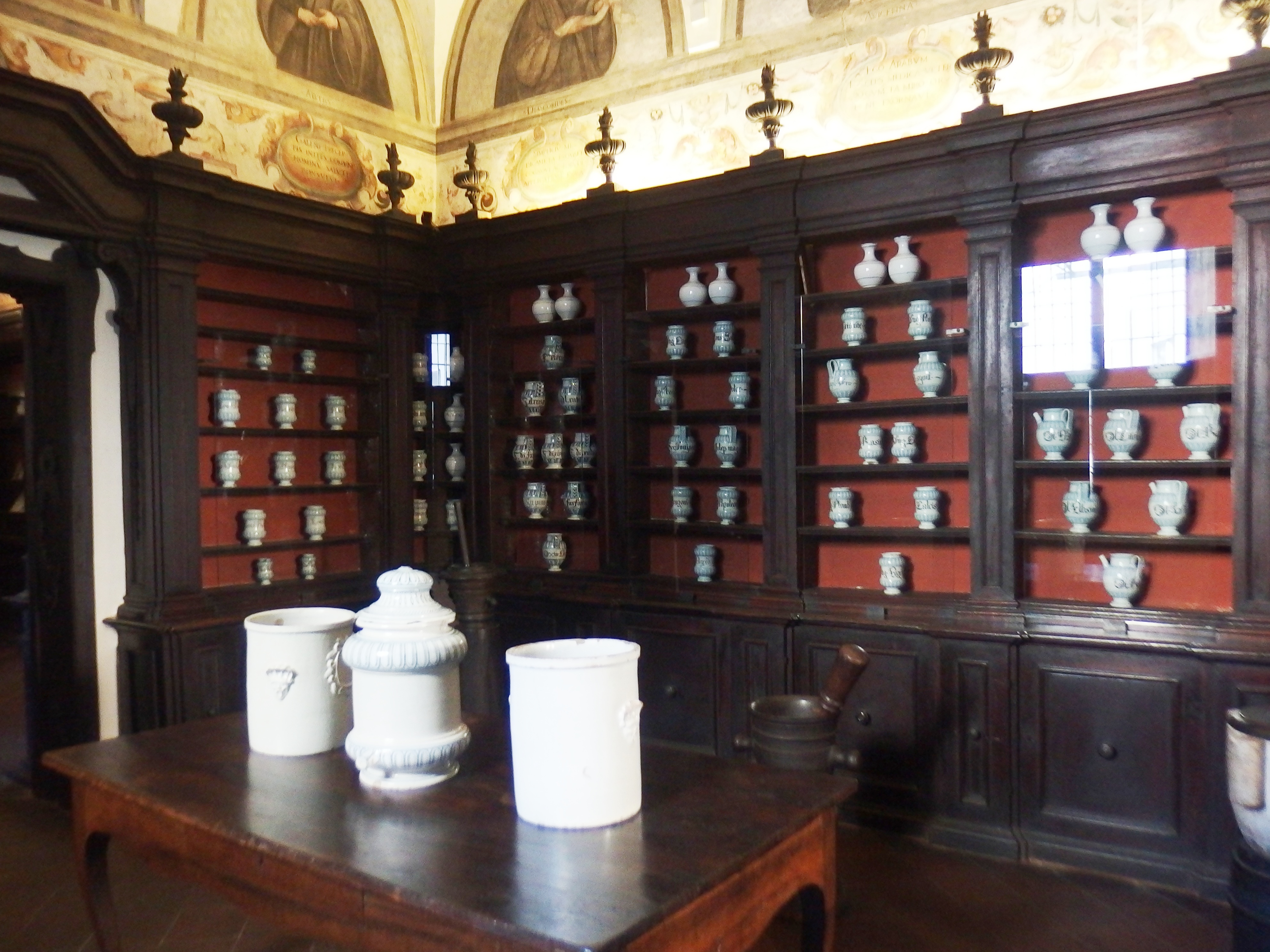
Sala dei Dottori dell'Antichità o dei Mortai

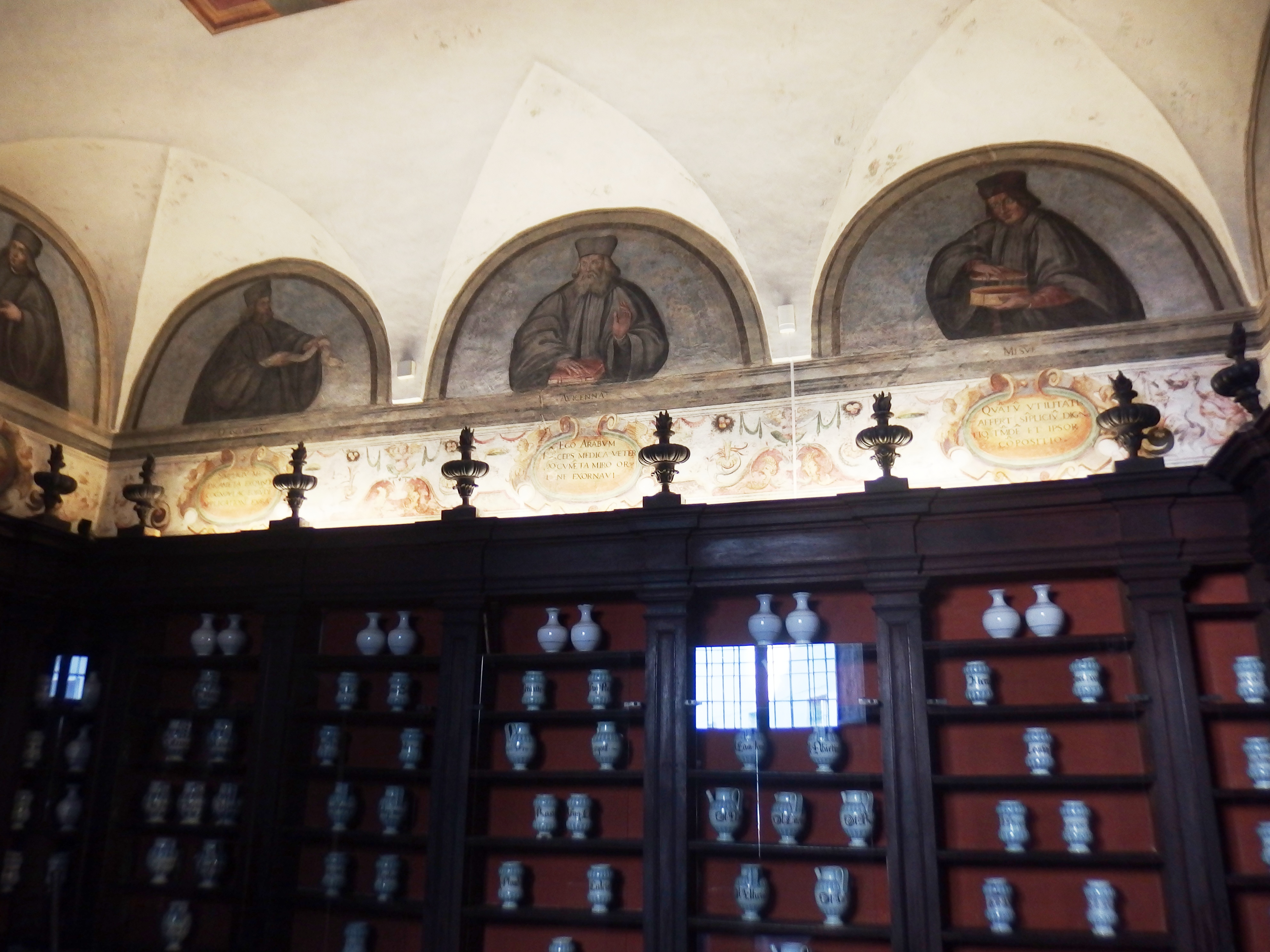
Sala dei Dottori dell'Antichità o dei Mortai

L'ambiente, raggiungibile attraversando una porta lignea intagliata, accoglie decine di antichi strumenti in marmo e in bronzo, risalenti al XVII e al XVIII secolo.
Il soffitto è ornato con un affresco cinquecentesco centrale, raffigurante la Visione di San Giovanni a Patmos; la volta sottende dodici lunette decorate da pregevoli dipinti parietali, che raffigurano con tratti umanistici i medici più celebri della storia antica: Mercurio, Apollo, Galeno, due figure non identificate, Averroè, Ippocrate, Esculapio, Aezio di Amida, Dioscoride Pedanio, Avicenna e Mesuè; il sottostante fregio è infine decorato a grottesche, con scritte glorificanti la scienza medica.
La sala è rivestita perimetralmente con una serie di vetrine lignee d'epoca tardo-manierista, perfettamente armonizzate con le ante laccate delle finestre e con il tavolo centrale settecentesco. Gli scaffali conservano gli antichi vasi in maiolica e in porcellana, risalenti al XVII, VIII e XIX secolo.

### Sala dei Dottori Parmigiani o delle Arpie

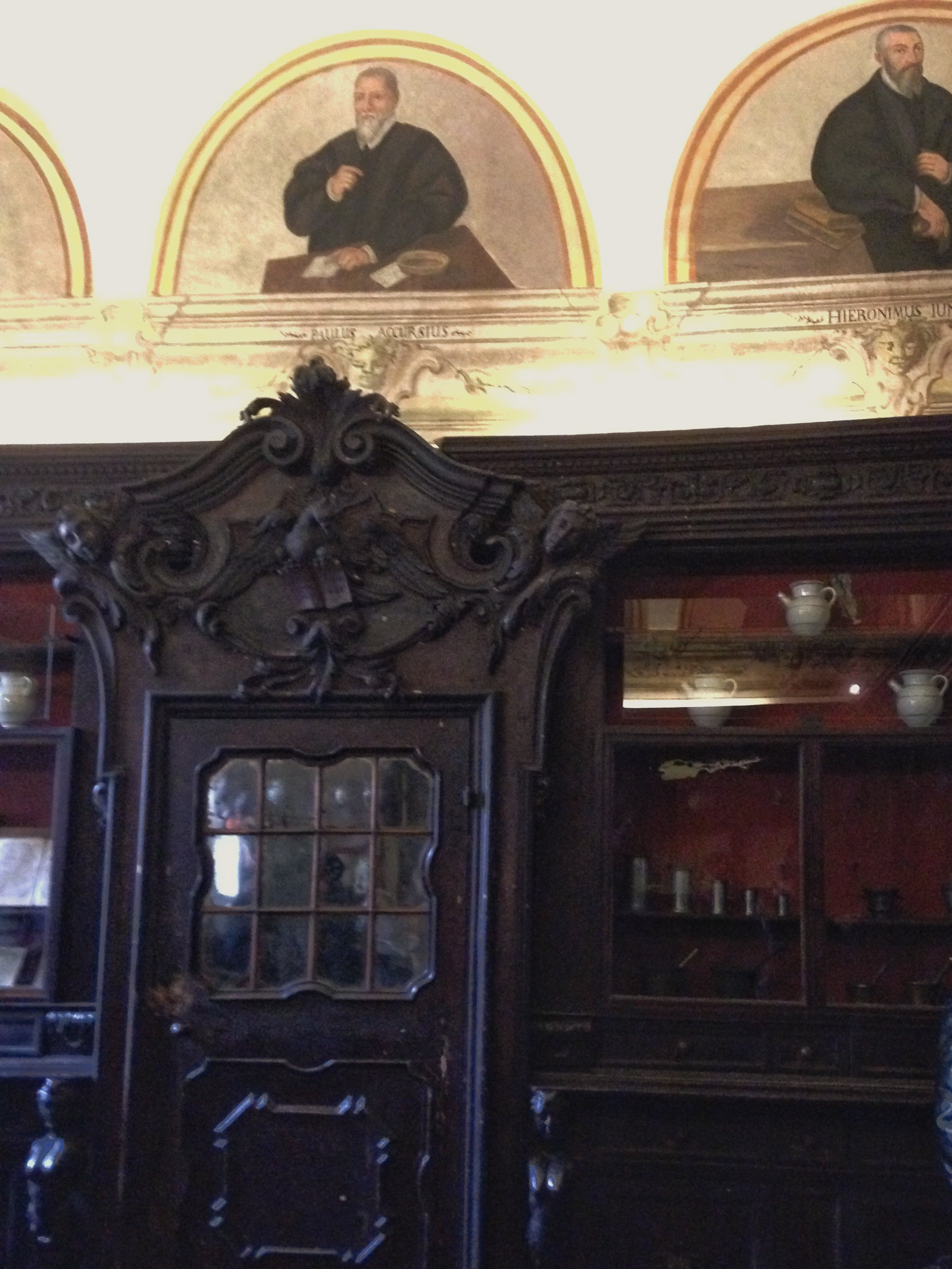
Sala dei Dottori Parmigiani o delle Arpie

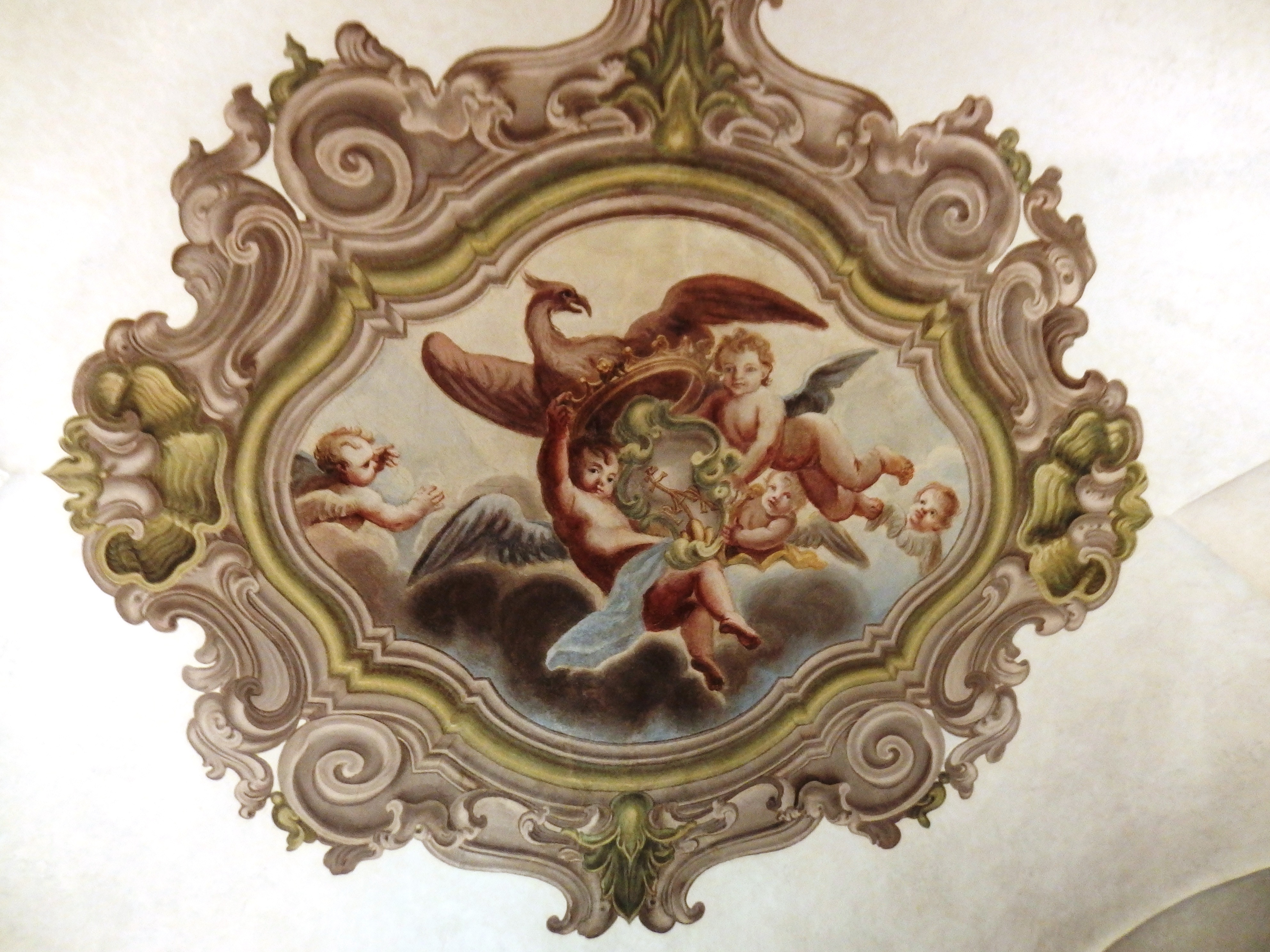
LAquila di San Giovanni al centro della volta della sala dei Dottori Parmigiani o delle Arpie

L'ambiente, fino al restauro del 2024 noto come sala delle Sirene, è caratterizzato dalla presenza di sculture di figure mitologiche nelle lesene delle vetrine perimetrali, in precedenza confuse per sirene e successivamente individuate come arpie.
Il soffitto, similare a quello della sala precedente, è ornato con un affresco seicentesco centrale, raffigurante l'Aquila di San Giovanni tra putti alati; la volta sottende dodici lunette decorate da dipinti, che raffigurano altrettanti medici parmensi: Scipione Cassola, Filippo Silva, Antonio Massera, Pietro Linati, Paolo Accorsio, Gerolamo Iuncta, Giovanni Cascia, Alberto Urbano Sanseverino, Pompilio Tagliaferri, Andrea Cerati, Flavio Sacco e Tiberio Delfini.
Gli arredi lignei intagliati ancora presenti furono realizzati da Alessandro Vandone nel 1606, mentre la porta e le ante dipinte delle finestre furono aggiunte agli inizi del XVIII secolo. Gli scaffali conservano antichi volumi di farmacia, medicina e botanica risalenti al XVI, XVII, XVIII e XIX secolo.

### Sala della Storia
L'ambiente è dedicato alla storia della spezieria, descritta anche attraverso una grande mappa dell'intero complesso dell'abbazia di San Giovanni Evangelista.
La sala conserva vari oggetti in vetro dell'antica farmacia, oltre a un busto ottocentesco in gesso rappresentante Ferdinando Gardoni, figlio del primo speziale esterno Luigi Gardoni, e un dipinto ottocentesco di Ignazio Affanni raffigurante Leonida Gardoni, figlio del precedente.

### Sala della Regola
L'ambiente è dedicato alla descrizione della vita monastica normata della regola benedettina, sintetizzabile nella locuzione latina Ora et labora.
La sala ospita un'antica tonaca dell'Ordine di San Benedetto.

### Corridoio di ingresso o del Monaco
L'ambiente è dedicato alla descrizione delle opere di restauro eseguite nella spezieria nel 2024.
Il corridoio è caratterizzato dalla presenza dell'antica porta di comunicazione col chiostro abbaziale, riaperta durante i lavori; il portale è delimitato da due piedritti modanati e da un frontone mistilineo scolpito, contenente un cartiglio con l'iscrizione latina Aegrae Mortalitati Amarum et dulce levamen e con la data MDCCXLVIII, ossia 1748; intorno è dipinta una ricchissima cornice, con una cimasa arricchita da volute, da vasi e, all'interno di un ampio scudo centrale, dall'Allegoria della Salute, raffigurata come una donna recante nelle mani il bastone di Asclepio e un gallo sacrificale.

### Sala dei Veleni o del Libro
Il piccolo ambiente era originariamente destinato a conservare le sostanze più tossiche utilizzate per la produzione dei medicamenti.
La sala accoglie una serie di antichi volumi e ricettari di farmacia, botanica e medicina.